# Saropogon sodalis
Saropogon sodalis är en tvåvingeart som beskrevs av Friedrich Hermann Loew 1869. Saropogon sodalis ingår i släktet Saropogon och familjen rovflugor.
Artens utbredningsområde är Spanien. Inga underarter finns listade i Catalogue of Life.